# Car (album)
Car je tretji studijski album slovenske pevke Alye, izdan leta 2014.

## Seznam pesmi
1. Car (Žare Pak – Marko Gregorič – Žare Pak) – 3:48
2. Za naju (Raay, Art Hunter, Bine Puh – Alan Vitezič – Žare Pak) – 3:11
3. Kaj naj zdaj (Marko Gregorič – Marko Gregorič – Žare Pak) – 2:40
4. Mal poredna (Anže Langus Petrović – Marko Gregorič – Martin Štibernik, Žare Pak) – 3:22
5. Spet in spet (Martin Štibernik – Alen Steržaj – Martin Štibernik) – 4:00
6. Dej mi mal (Anja Baš – Anja Baš – Martin Štibernik) – 4:17
7. Moja pesem (Žare Pak – Žare Pak, Alan Vitezič, Cvetka Omladič – Žare Pak) – 3:37
8. Dober dan (Gregor Arbiter – Gregor Arbiter, Žare Pak, Cvetka Omladič – Žare Pak, Gregor Arbiter) – 3:13
9. Zlaži se mi (A. J. Carlsen – Cvetka Omladič – A. J. Carlsen) – 4:22
10. Ljubezen (Martin Štibernik – Alan Vitezič, Žare Pak, Cvetka Omladič – Martin Štibernik) – 3:17